# مت بل (بازیکن فوتبال)
مت بل (انگلیسی: Matt Bell؛ 8 July 1897 – ۱۹۶۲ (۶۴−۶۵ سال)) بازیکن فوتبال اهل پادشاهی متحد بریتانیای کبیر و ایرلند بود.